# Барятинский, Владимир Анатольевич
Князь Влади́мир Анато́льевич Баря́тинский (31 [19] декабря 1843, Берлин — 12 декабря [30 ноября] 1914, Санкт-Петербург) — русский военный и придворный деятель из княжеского рода Барятинских, генерал от инфантерии (1906), генерал-адъютант (1893), обер-гофмейстер при дворе вдовствующей императрицы Марии Фёдоровны и шеф 5-й роты лейб-гвардии 4-го стрелкового полка. Участник Польской компании и Русско-турецкой войны, за боевое отличие в которой был удостоен Золотой саблей «За храбрость».

## Биография

### Происхождение
Родился 19 декабря 1843 года в Берлине. Происходил из княжеского рода Барятинских. Сын генерал-адъютанта князя Анатолия Ивановича Барятинского (1821—1881) от брака его с фрейлиной Олимпиадой Владимировной Каблуковой (1822—1904). По отцу потомок дипломата князя И. С. Барятинского и фельдмаршала принца Голштинского. По матери — генерал-лейтенанта В. М. Каблукова и графа П. В. Завадовского. Племянник генерал-фельдмаршала князя А. И. Барятинского. Младший брат его Александр (1846—1914) — генерал от инфантерии, военный губернатор Дагестанской области.

### Служба
25 августа 1862 года после получения домашнего образования вступил в службу унтер-офицером на правах вольноопределяющегося в Преображенский лейб-гвардии полк. С 1863 года был участником Польской кампании. 6 августа 1863 года произведён в прапорщики гвардии и 30 августа того же года был произведён в подпоручики гвардии. 19 сентября 1864 года произведён в поручики гвардии.
С 1864 по 1866 год состоял при наследнике цесаревиче Александре Александровиче. С 1866 года за участие и боевые отличия проявленные в Среднеазиатских походах был награждён орденами Святой Анны 4-й степени с надписью «За храбрость» и Святого Владимира 4-й степени с мечами и бантом. 30 августа 1867 года произведён был в штабс-капитаны гвардии. Высочайшим приказом от 8 марта 1868 года за отличие в боях при взятии Ходжента был награждён Золотой саблей с надписью «За храбрость».
С 1866 по 1879 год являлся адъютантом цесаревича Александра. 30 августа 1872 года произведён в капитаны гвардии. С 1877 года участник Русско-турецкой войны, за боевые отличия был награждён орденом Святого Владимира 3-й степени с мечами и 30 августа 1877 года произведён в чин полковника. 6 декабря 1879 года Высочайше был удостоен звания флигель-адъютанта. С 1879 по 1883 год — командир лейб-гвардии 4-го стрелкового батальона. В 1883 году за отличие по службе был произведён в генерал-майоры и назначен начальником императорской охоты, получив придворное звание егермейстера Высочайшего двора. С 1889 года состоял при Императорской главной квартире и был зачислен в Свиту Его Императорского Величества.
С 23 октября (4 ноября) 1890 по 4 августа (16 августа) 1891 год являлся руководителем восточного путешествия наследника цесаревича Николая Александровича. 
29 апреля [11 мая] 1891 года находился с цесаревичем во время покушения на него в период посещения Японии. Из телеграммы Барятинского императору Александру III: 

Сегодня во время проезда по городу, полицейский нижний чин из самураев внезапно ударил цесаревича саблей по голове; рана около 2 дюймов длины, кожа рассечена до кости. Опасности нет. Вернулся в Киото. Чувствует себя весьма удовлетворительно, весел, не ложился, желает продолжать путешествие. Цесаревич привёл всех в восторг своим хладнокровием и добротой по отношению к японцам, которые в полном отчаянии как власти так и народ. Сам император приезжает завтра из Токио. Буду ежедневно доносить о состоянии здоровья. Злоумышленник задержан, принадлежит, по предположениям к партии, враждебной иностранцам

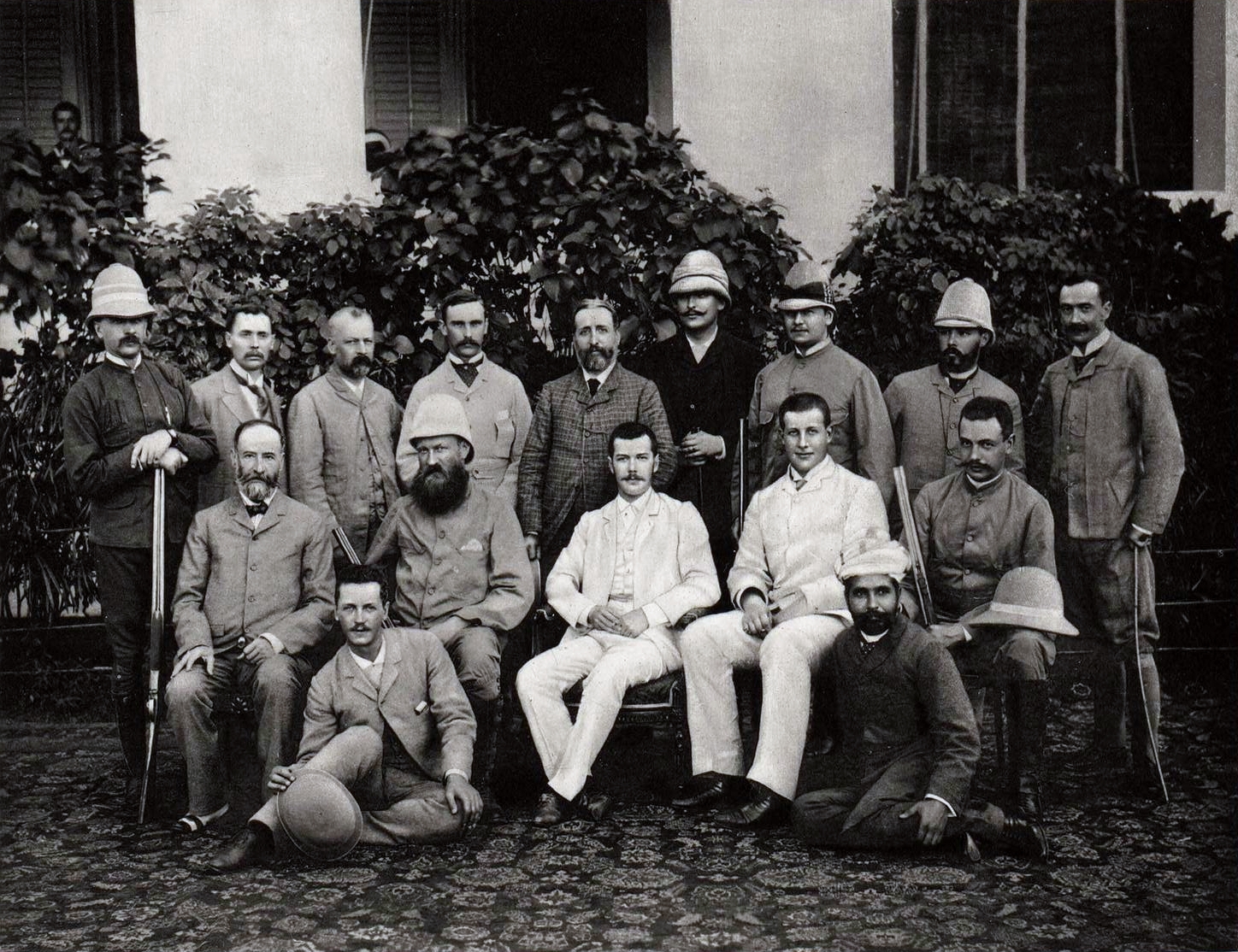
В. А. Барятинский в Восточном путешествии цесаревича Николая Александровича (сидит слева от цесаревича). Мадрас, 1890 г.

24 марта 1896 года был удостоен звания генерал-адъютант и назначен состоять при вдовствующей Императрице Марии Федоровне, одновременно с 1913 года являлся шефом 5-й роты лейб-гвардии 4-го стрелкового полка. 13 апреля 1897 года за отличие по службе был произведён в генерал-лейтенанты.
6 декабря 1906 года за отличие по службе был произведён в чин генерала от инфантерии. В 1910 году был Высочайше пожалован орденом Святого Александра Невского, в 1913 году — бриллиантовыми знаками к этому ордену.
Последние годы Барятинский много болел и был прикован параличом к своему креслу. Скончался 30 ноября 1914 года в Петербурге и был похоронен в семейной усыпальнице в имении Ивановском.

## Награды
- Орден Святой Анны 4-й степени (1866)
- Орден Святого Станислава 3-й степени (1866)
- Орден Святого Станислава 2-й степени с мечами (1867; императорская корона —  1870)
- Орден Святого Владимира 4-й степени с мечами и бантом (1867)
- Золотое оружие «За храбрость» (1867)
- Орден Святого Владимира 3-й степени с мечами (1877)
- Орден Святого Станислава 1-й степени (1887)
- Орден Святой Анны 1-й степени (1893)
- Орден Святого Владимира 2-й степени (1901)
- Орден Белого орла (1904)
- Орден Святого Александра Невского (1910; бриллиантовые знаки — 1913).

Иностранные:
- баварский Орден Гражданских заслуг Баварской короны (1864)
- саксен-веймарский Орден Белого сокола 2-й ст. (1864)
- черногорский Орден Князя Даниила I (1864)
- вюртембергский Орден Фридриха, кавалерский крест (1864)
- прусский Орден Короны 4-й ст. (1865)
- гессен-дармштадтский Орден Людвига 3-й ст. (1865)
- итальянский Орден Святых Маврикия и Лазаря (1865)
- французский Орден Почетного Легиона, кавалерский крест (1867)
- прусский Орден Красного Орла 3-й ст. (1868)
- греческий Орден Спасителя, командорский крест (1873)
- датский Орден Данеброг 1-й ст., командорский крест (1883)
- гессен-дармштадтский Орден Филиппа Великодушного(1886)
- австрийский Орден Франца Иосифа 1-й ст. (1890)
- греческий Орден Спасителя 1-й ст. (1890)
- сиамский Орден Короны 1-й ст. (1891)
- японский Орден Восходящего солнца (1891)
- бухарский Орден Благородной Бухары (1893)
- мекленбург-шверинский Орден Вендской Короны, командорский крест со звездой (1894)
- сербский Орден Таковского креста 1-й ст. (1894)
- французский Орден Почетного Легиона, командорский крест (1894)
- французский Орден Почетного Легиона, большой офицерский крест (1896)
- гессен-дармштадтский Орден Филиппа Великодушного, большой крест с мечами (1896)
- датский Орден Данеброг 1-й ст. (1896)
- австрийский Орден Железной короны 1-й ст. (1897)
- бухарский Орден Короны Бухары с алмазами (1898)
- персидский Орден Льва и Солнца 1-й ст. с бриллиантами (1900)
- ольденбургский Орден герцога Петра-Фридриха-Людвига «За заслуги» (1901)

## Семья

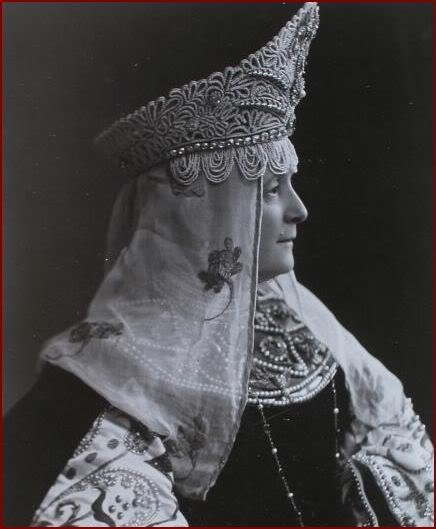
Надежда Александровна Барятинская (1903)

Жена (с июня 1869 года) — графиня Надежда Александровна Стенбок-Фермор (1847—1920), статс-дама двора (с 1913), сестра генерал-лейтенанта А. А. Стенбок-Фермора. По матери Надежде Алексеевне, одной из богатейших женщин в России, была наследницей купца-миллионера С. Я. Яковлева. По словам современницы:

Княгиня Барятинская была очень доброй и набожной женщиной, чьим девизом в жизни был долг. Несмотря на больное сердце она редко думала о себе, все свои силы она направляла на то, чтобы помочь окружающим
Состояла вице-председательницей Комитета Гатчинского Дома Попечения о больных детях, почетной попечительницей Адмиралтейской школы, почетной попечительницей домов трудолюбия в память Святой Ксении и Надеждинского убежища для девиц. Овдовев, почти постоянно жила в Крыму в своем имении Сельбилляр в Ялте (ныне санаторий имени Кирова). После революции добровольно отдала новой власти имение и коллекцию произведений искусства русских и зарубежных мастеров. Будучи в параличе после инсульта, в 1920 году была арестована по доносу и расстреляна вместе с беременной дочерью Ириной и её мужем. В браке имела детей:
- Александр (1870—1910), в 1897—1901 состоял в сожительстве с певицей Линой Кавальери, не получил высочайшего разрешения на брак; был женат с 1901 года на светлейшей княжне Екатерине Александровне Юрьевской (1878—1959), дочери Александра II, вторым браком с 1916 года она была замужем за князем С. П. Оболенским.
- Анатолий (1871—1924), генерал-майор Свиты, Георгиевский кавалер.
- Надежда (1872—187.)
- Владимир (1874—1941), русский публицист, драматург и писатель.
- Мария (06.08.1877[12]— 1973, с. Бунякино, Путивльский р-н, Сумской обл, СССР), с 1912 по 1918 замужем за Василием Васильевичем Родионовым, офицером Русской Царской, затем Добровольческой армии, осталась в СССР, затем УССР, муж эвакуировался в октябре 1920 из Крыма в Галлиполи; в 1923 из Константинополя эмигрировал в США. Дочь Елена Васильевна Родионова (1913, Томск - 1970, с. Бунякино, Путивльский р-н, Сумская обл, УССР)
- Анна (1879—1942), фрейлина, замужем за князем Павлом Борисовичем Щербатовым (1871—1951).
- Ирина (1880—1920), фрейлина, замужем (с 9 сентября 1902 года)[13] за Сергеем Ивановичем Мальцовым (1876—1920); их внучка Мария Соццани — жена поэта Иосифа Бродского.
- Елизавета (1882—1948), была замужем за графом Петром Николаевичем Апраксиным (1876—1962), умерла в Брюсселе.